# 秦岭虎耳草
秦岭虎耳草（学名：Saxifraga giraldiana）为虎耳草科虎耳草属下的一个种。

## 扩展阅读
維基物種上的相關：秦岭虎耳草